# 미녀 혹은 야수
《미녀 혹은 야수》(美女か野獣)는 2003년 1월 9일 ~ 2003년 3월 20일까지 후지 TV에서 방송된 드라마. 시간은 매주 목요일 밤 10시 ~ 10시 54분까지, 총 11회. 첫화와 최종화는 10분 연장하여 23시 9분까지 방송하였다. 주연은 마츠시마 나나코, 후쿠야마 마사하루. 평균 시청률 18.5%, 최고 시청률 20.0%을 기록하였다.

## 개요
도쿄대 법학부를 졸업 후, 하버드 대학으로 유학. 재학 중 MBA를 취득해 미국 3대 네트워크 뉴스 기자로 활약 하고 있는 슈퍼 캐리어우먼 타카미야 마코토(마츠시마 나나코). 파리에서 국제 회의를 취재 하던 도중, 일본의 JBC TV에서 스카우트 제의가 들어온다. 시청률이 나날이 저조해져가는 뉴스 프로그램의 프로듀서로 채용, 파격 연봉, 인사권을 포함 모든 권한 위임도 함께. 이에 마코토는, 제안을 수락, 시청률이 침체하는 뉴스 프로그램의 총 프로듀서로 일본으로 귀국한다.
한편, 같은 날 JBC TV 입사 이후, 버라이어티 프로그램 제작부에 종사하고 있던 나가세 히로미(후쿠야마 마사하루)는 인사 이동으로 보도국으로 오게 된다. 아이돌과의 스캔들, AD(조연출) 폭행, 외주 제작사에게 사례금을 받는 등, 여러 가지 악평을 세우면서, 프로그램은 어쨌거나 성공에 시킨 인물이지만, 상사의 지시로 보도국에 배정되었다.
프로그램은 상품, 시청률이 매출 임으로 시청률을 잡아야 한다는 시청률 지상주의 마코토. 인생은 즐기는 것, 프로그램은 그 매체일 뿐이며, 여자, 게임, 술을 무척이나 좋아하는 히로미. 정반대를 지닌 성격의 두 사람이 서로를 이해해 가면서 벌어지는 이야기.

## 캐스팅
타카미야 마코토 (프로그램 계약 치프 프로듀서) - 마츠시마 나나코
동경대 법학부 졸업 후 하버드대 유학. 재학 중에 MBA를 취득하고 미국 3대 네트워크 방송사 중 하나인 UNN의 보도기자로 활약한 수퍼 커리어우먼. 취미는 승마, 테니스, 오페라 감상, 악기 연주. 어릴 때부터 무엇을 하든 최고의 자리를 놓친 적이 없을만큼 뛰어난 아가씨. JBC TV에서 헤드헌팅되어 파격적인 대우로 JBC의 이브닝뉴스의 치프 프로듀서로 오게된다. 현재 최대 목표는 시청률의 수치를 높이는 것-이 수치를 높이기 위한 것이라면 어떤 일이든 하겠다는 시청률 지상주의자.
나가세 히로미 (보도부 디렉터) - 후쿠야마 마사하루
학교에서 성적은 좋지 않았지만, 요령이 좋아 그런대로 괜찮은 인생을 꾸려왔다. TV를 좋아해 JBC에 입사, 버라이어티 제작부에 배속되어 톡톡 튀는 감각으로 수많은 히트작을 내놓지만, 히트작 만큼이나 많은 스캔들 문제를 일으켜 보도국으로 옮겨지게 된다. 인생관은 '인생은 즐기는 것', 자신이 재미있다고 생각하는 걸 프로그램으로 만드는 것에 삶의 보람을 느낀다. 권위 같은 것과는 거리가 먼, 항상 낙천적인 남자.
쿠제 미츠히코 (보도부 기자) - 와타나베 잇케이
'이브닝뉴스'팀에 소속된 정치부 기자. 보도기자로서의 프라이드가 강해 언제나 '저널리스트로서의 사명'이나'보도의 의무'를 늘 입에 달고 살지만, 사실은 말뿐. 실력은 미지수. 장래에는 정치가가 되겠다는 야심을 가지고 있지만 실현 가능성 0%.
토와타리 센타로 (보도부 기자) - 야시마 노리토
'이브닝뉴스'팀에 소속된 사회부 기자. 자신이 저널리스트라는 의식은 그다지 없으며, 오히려 자신은 샐러리맨이라는 생각을 가지고 있다. 일에 거의 열의를 보이지 않으며, 항상 낙관적인 방관자. 일에 성의가 없는 만큼, 실수도 많다. 하지만, 늘 다른 일로 대충 입막음을 하는 타입형.
코부쿠로 히로시 (보도부 기자)- 사사키 쿠라노스케
'이브닝뉴스'팀에 소속된 경제부 기자. 맡겨진 일은 철저하게 해내지만, 그 외의 일에는 관심도 없고 의욕도 없으며 성격은 소심한 편이다. 학생 때는 아이돌 연구회에서 활동했었으며 지금도 애니메이션과 피규어를 좋아하는, 한 가지 좋아하는 일에는 파고드는 매니아 타입. 탤런트와의 만남이 잦은, 히로미를 은근히 부러워한다.
시라이 유키노 (기상 캐스터) - 시라이시 미호
현재 대학 재학 중인 여대생. 뉴스 캐스터의 오디션에서 히로미의 눈에 들어 발탁된다. 기상예보사 자격증이 없어 일기도를 제대로 읽지도 못하지만, 모든 일에 배우려고 열심이며 성실하다. 항상 웃는 얼굴에 밝은 성격의 소유자.
야마모토 타케시 (보도부 조감독) - 나가이 마사루
입사 2년째인 JBC 사원. '이브닝뉴스'팀의 AD. FD와 취재 보조 등을 하고 있다. 보도업무에 대해 꿰뚫고 있다고 생각하지만, 실전에서는 허둥대는 모습을 보이는 등, 아직 서툴다. 하루라도 빨리 진정한 기자가 되고 싶어한다.
캇친 (방송 작가) - 파파야 스즈키
히로미가 함께 일했던 버라이어티 제작부의 동료 직원. 낙천적이며 여자를 꽤나 좋아한다. 히로미와 버라이어티를 다시 하고 싶어한다.
타마루 부장 (보도 부장) - 시미즈 쇼고
이브닝뉴스의 부장.
츠루마키 유키오 (보도부 기자) - 시가 코타로
특종보다는 새와 동물을 촬영하는 것을 좋아하는 기자, 마코토에게 짤릴뻔하게 되나 나가세의 도움으로 그가 찍었던 올빼미가 특종이 되어 복귀함, 그 후 사무실의 커피심부름과 궂은일을 담당.
아키야마 후지코 (보도부 데스크) - 후카우라 카나코
'이브닝뉴스'팀의 데스크로 정보수집 등을 총괄하는 존재이다.
긴 보도경력의 노하우를 활용해 항상 냉정하게 사물을 판단, 정확하게 일을 처리한다.
직장에서는 거의 감정을 드러내는 일이 없다. 하지만 사람의 마음을 헤어릴 줄 아는 사람이며 공사를 확실히 하는 사람이다.
사쿠라기 쿄이치로 (앵커)- 코다마 키요시
'이브닝뉴스'의 베테랑 앵커. '이브닝뉴스'의 얼굴이라고 해도 과언이 아닌 존재로 스탭들의 신뢰도 깊다. 전달받은 원고를 정확히 읽는 것이 앵커의 도리라고 생각하고 있기 때문에 개인적인 의견은 절대로 드러내지 않는다. 신중하고 겸허한 성격의 소유자.
사카모토 다이스케(카메라맨) - 야마모토 류지
나가타키 쿠미(캐스터) - 키미시마 유카리
이노마타 코우(VTR 편집) - 야베 켄지
선술집 점주 - 오카다 타다시
아키미 - 호시 히토미
토도 세이치 (보도 국장) - 토자와 유스케
호시노 타카시 (편성 부장) - 나타무라 이쿠지
하시모토 상무 - 토자와 유스케
우베 중역 - 아사누마 신페이

## 스태프
- 기획：이시하라 타카시
- 각본：요시다 토모코, 타케이 아야
- 음악：사와다 칸, 쿠보타 코우타로
- 미술 디자인：야나가와 와오
- 미술 : 바바 케이스케
- 프로듀스： 오사베 소스케, 켄노조노 요시마사, 이구치 요시카즈
- 연출：니시타니 히로시, 마츠다 히데토모, 와카마츠 세츠로, 코노 케이타
- 협력：VASC(Video Art System Communications), 후지 아트(FUJI ART), 도쿄 미디어 시티 (TMC ; Tokyo Media City)
- 촬영 협력：WOWOW
- 영상 협력：TV 니시닛폰, 사쿠란보 TV, 이와테 멘코이 TV, WEATHERNEWS, MALL OF TV, 아사히 뉴스타, 스페이스 샤워 TV, 의료복지 채널 774, ESPN　외 (배경 모니터등 영상 소재 제공)
- 제작 협력：쿄도 TV
- 제작 저작：후지 TV

## 관련 음반

### 주제가
- 도쿄 스카 파라다이스 오케스트라(東京スカパラダイスオーケストラ) 〈은하와 미로〉 (銀河と迷路)

### Original Sound Tracks
1. Broadcast Flash
2. Breakfast at Suiteroom Flash
3. Cold Coffee Flash
4. News & Humanism Flash
5. ON AIR Flash
6. Frakes Flash
7. Solitude Flash
8. Evening News Theme Flash
9. Three Press Men Flash
10. Daylight Flash
11. Chiledog Flash
12. Psychological Tactics Flash
13. Aquarium Flash
14. Tears In Snow Flash
15. 銀河と迷路 (アコースティック・バージョン Acoustic Version)

## 부제·시청률
| 각 화                                                          | 방송일          | 부제               | 연출            | 시청률 |
| -------------------------------------------------------------- | --------------- | ------------------ | --------------- | ------ |
| STORY 1                                                        | 2003년 1월 9일  | 사상최악의 만남    | 니시타니 히로시 | 20.0%  |
| STORY 2                                                        | 2003년 1월 16일 | 넥타이와 옛 남자   | 니시타니 히로시 | 17.3%  |
| STORY 3                                                        | 2003년 1월 23일 | 두 사람만의 밤     | 마츠다 히데토모 | 18.6%  |
| STORY 4                                                        | 2003년 1월 30일 | 호텔에서 둘이서만  | 마츠다 히데토모 | 18.6%  |
| STORY 5                                                        | 2003년 2월 6일  | 슬픈 프로포즈      | 니시타니 히로시 | 17.3%  |
| STORY 6                                                        | 2003년 2월 13일 | 2월 14일의 기적    | 와카마츠 세츠로 | 17.5%  |
| STORY 7                                                        | 2003년 2월 20일 | 좋아해, 지금도     | 코노 케이타     | 17.0%  |
| STORY 8                                                        | 2003년 2월 27일 | 시청률의 범죄      | 니시타니 히로시 | 19.0%  |
| STORY 9                                                        | 2003년 3월 6일  | 라면 전쟁          | 코노 케이타     | 19.4%  |
| STORY 10                                                       | 2003년 3월 13일 | 마지막 뉴스        | 니시타니 히로시 | 18.9%  |
| LAST STORY                                                     | 2003년 3월 20일 | 이제 혼자가 아니야 | 니시타니 히로시 | 19.4%  |
| 평균 시청률 18.5% (시청률은 관동지방 기준, 비디오 리서치 조사) |                 |                    |                 |        |

## 관련 상품
DVD발매
- 美女か野獣 DVD-BOX (2003년 7월 25일 발매)